# Max Delbrück (Biophysiker)

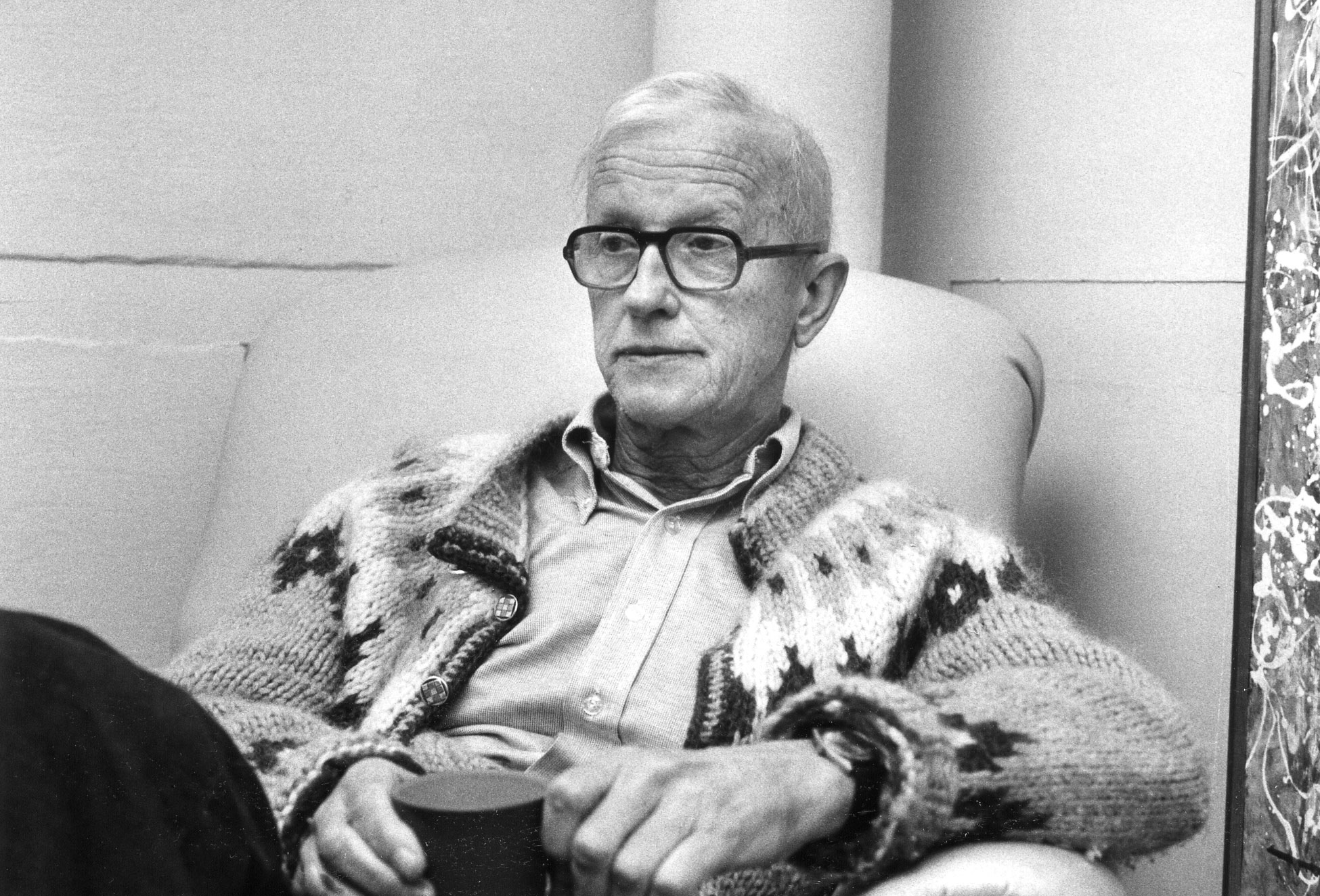
Max Delbrück

Max Henning Ludwig Delbrück (* 4. September 1906 in Charlottenburg; † 9. März 1981 in Pasadena, Kalifornien) war ein deutscher, ab 1945 US-amerikanischer Genetiker, Biophysiker und Nobelpreisträger.

## Leben

### Familie
Max Delbrück gehörte zu der ursprünglich aus Alfeld an der Leine stammenden niedersächsischen Delbrück-Familie, die im 19. Jahrhundert in Preußen und im Deutschen Kaiserreich einige einflussreiche Positionen innehatte. Er ist der jüngste Sohn des Historikers Hans Delbrück (1848–1929) und von Carolina (Lina) Thiersch, einer Enkelin des Chemikers Justus von Liebig (1803–1873), dem Begründer des freiherrlichen Hauses des alten hessischen Geschlechts Liebig, die eine Schwägerin des Theologen Adolf von Harnack war. Der Chemiker Max Delbrück war sein Onkel.
Geboren wurde er in der großbürgerlichen Wohnung seiner Eltern in der Knesebeckstraße 30 in Charlottenburg.
Delbrück war seit 1941 mit Mary Bruce verheiratet. Das Ehepaar hatte vier Kinder.

### Ausbildung und Beruf

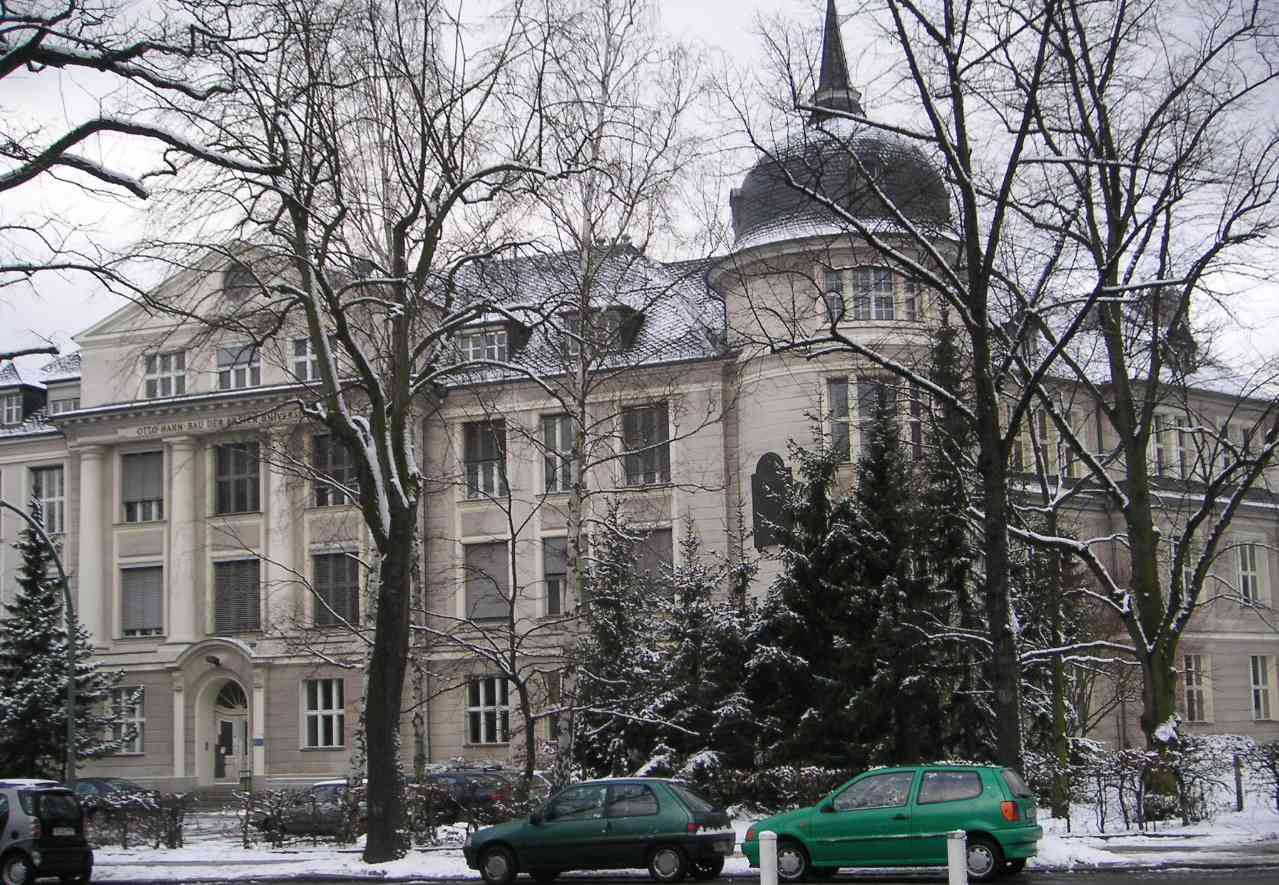
Delbrücks Wirkungsstätte in Berlin: Kaiser-Wilhelm-Institut für Chemie (heute: Hahn-Meitner-Bau der FU Berlin, Thielallee 63)

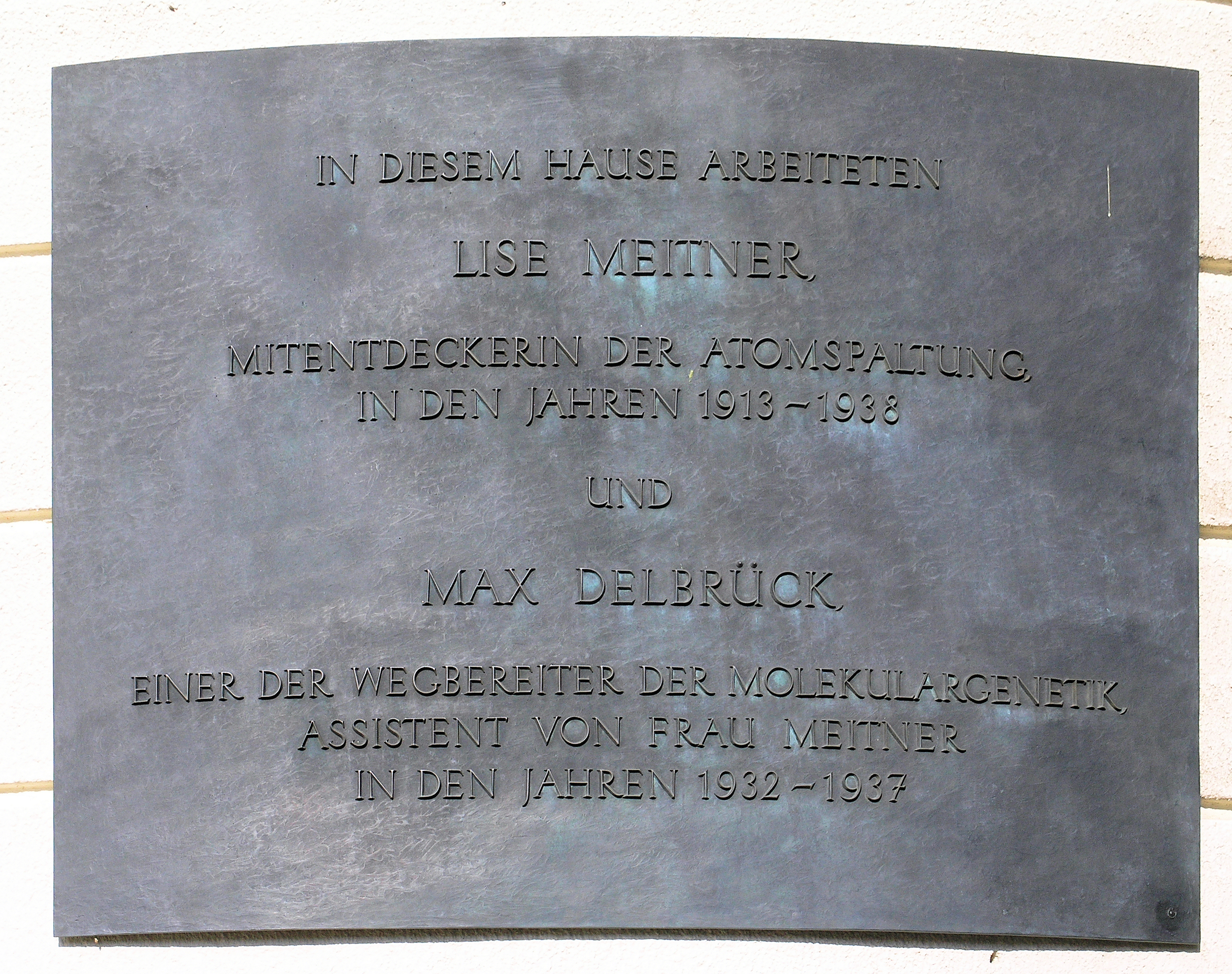
Gedenktafel am Haus Thielallee 63 in Berlin-Dahlem

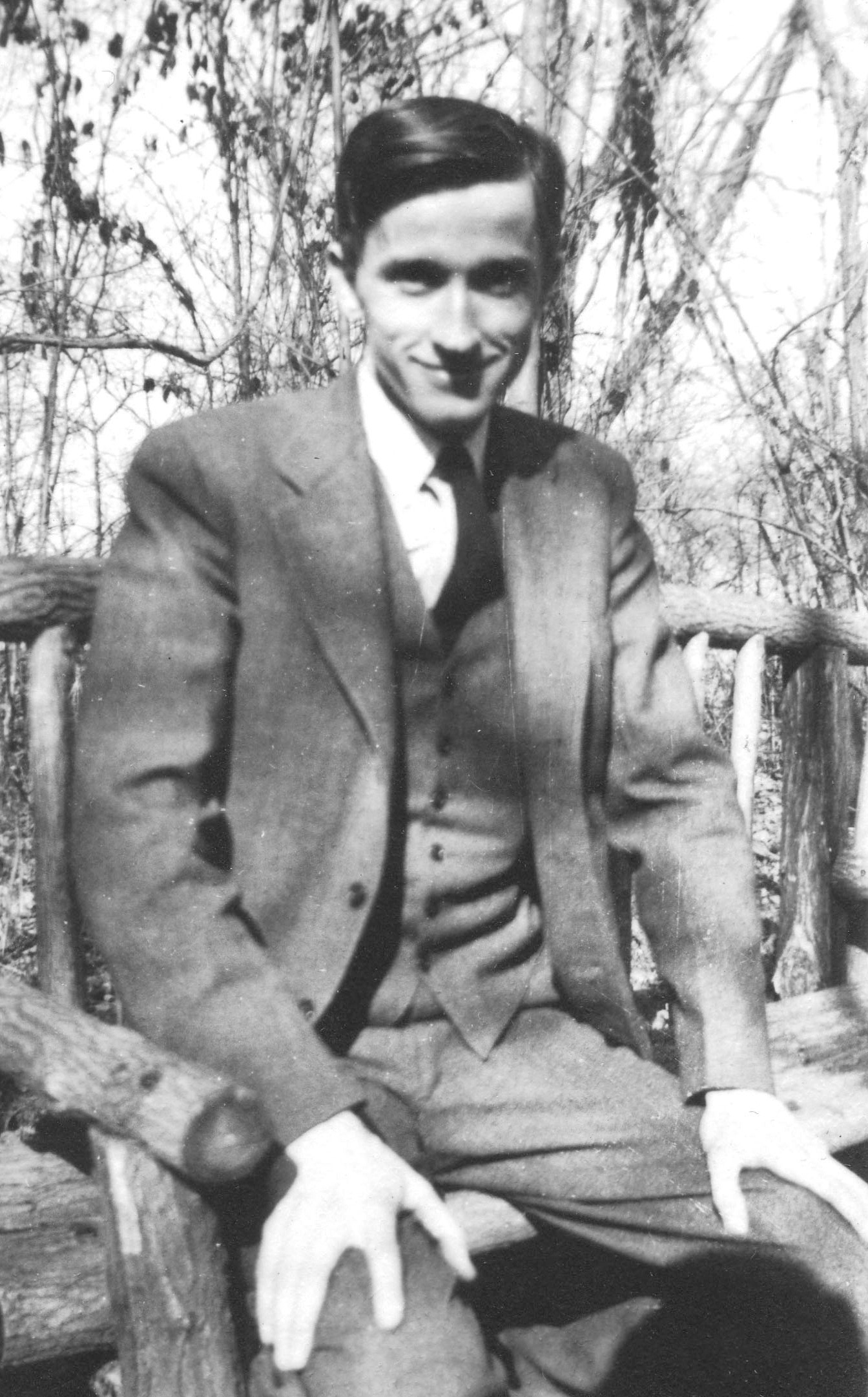
Max Delbrück während der Zeit an der Vanderbilt University

Delbrück studierte an der Universität Göttingen zunächst Astronomie. Zur Wahl dieses Faches sagte er:

„Ich wollte ein Gebiet haben, was mich am allermeisten absetzte von anderen Mitgliedern der Familie. Ich komme aus einer sehr persönlichkeitsreichen Familie. Ich war der Allerjüngste, und niemand anderes wusste etwas von Naturwissenschaften und noch weniger von Astronomie.“

Über die neu entdeckte Quantenmechanik kam Delbrück zur theoretischen Physik. In diesem Fachgebiet wurde er 1930 promoviert. Auf physikalischem Gebiet ist die Delbrück-Streuung in der Quantenelektrodynamik (Streuung hochenergetischer Photonen am Coulombfeld eines Kerns über die Erzeugung und Vernichtung von Elektron-Positron-Paaren) nach ihm benannt.
Nach einigen Auslandsaufenthalten arbeitete er ab 1932 am Kaiser-Wilhelm-Institut für Chemie in Berlin-Dahlem, unter anderem als Assistent von Lise Meitner und Otto Hahn. Das nicht-staatliche Institut behielt auch unter der Herrschaft des Nationalsozialismus eine gewisse Unabhängigkeit und zog so internationale Forscher an.
Auf Anregung von Niels Bohr wandte er sich hier der interdisziplinären Arbeit mit der Biologie zu, was er später folgendermaßen kommentierte:

„Mitte der 30er-Jahre, da interessierten sich die theoretischen Physiker, besonders Bohr, für das Rätsel des Lebens. Schließlich ist es eine merkwürdige Sache, dass Menschen erzeugen Menschen, Katzen erzeugen Katzen, und Mais erzeugt Mais. Das scheint nicht in der Physik und Chemie drin zu sein. Atome machen nicht gleiche Atome.“

1935 veröffentlichte er zusammen mit dem Genetiker Nikolai Timofejew-Ressowski und dem Physiker Karl Günther Zimmer ein Werk über Genmutationen, in dem sie als Erste vorschlugen, Gene als komplexe Atomverbände aufzufassen. Damit begann die moderne Genetik.
1937 war der politische Einfluss auf die Forschung zu groß geworden; Delbrück emigrierte zunächst als Forschungsstipendiat in die USA. Dort forschte er am Caltech und bot ab 1945 in der Fachwelt beachtete Sommerkurse in New York City an. Als im Herbst 1939 das Stipendium auslief, erhielt er durch den Einsatz von Kollegen eine Physikprofessur an der Vanderbilt University in Nashville. Ab 1947 arbeitete Delbrück wieder am Caltech – über Bakteriophagen. In den späten 1940er Jahren arbeitete er eng mit Salvador Luria zusammen, mit dem zusammen er unter anderem im Luria-Delbrück-Experiment den Vermehrungsprozess der Bakteriophagen aufklärte. Auch mit Alfred Day Hershey tauschte er bald Informationen aus. Mit ihren Untersuchungen schufen die drei Wissenschaftler Grundlagen der modernen Molekularbiologie und Genetik.
Dafür erhielt er 1969 zusammen mit Hershey und Luria den Nobelpreis für Physiologie oder Medizin.

„Die ganze Sache mit dem Nobelpreis ist ja so eine ulkige Angelegenheit. Plötzlich über Nacht wird man zum Fernsehstar. Wie kommt man dazu? Man kommt dazu wie die Jungfrau zum Kinde. Man weiß nicht wie.“

1949 wurde Delbrück in die National Academy of Sciences, 1959 in die American Academy of Arts and Sciences und 1978 in die Académie des sciences gewählt. Als Biologieprofessor am Caltech (bis 1977) forschte er weiter auf mehreren Gebieten. Schwerpunkte waren dabei neben der Sinnesphysiologie auch die Quantenchemie und Mutationen, etwa bei der Taufliege Drosophila melanogaster.
1947 reiste Delbrück erstmals wieder nach Deutschland, verlegte seinen Lebensmittelpunkt aber nicht wieder dorthin. Einer seiner ersten Nachkriegs-Schüler in Deutschland wurde der Genetiker Carsten Bresch. Ab 1958 baute Bresch, von Delbrück beauftragt, mit Fördergeldern der Volkswagenstiftung, die der Kölner Botaniker Joseph Straub erschlossen hatte, das Institut für Genetik an der Universität zu Köln auf. Von 1961 bis 1963 forschte Delbrück an dem neuen Kölner Institut und half dabei, dieses zu etablieren. Dieses erste molekulargenetisch-orientierte Forschungsinstitut in Deutschland hatte Modellcharakter für die Gründung weiterer solcher Institute. 1969 half er der Universität Konstanz, ihre Biologische Fakultät zu errichten. Im Jahr 1963 wurde er zum Mitglied der Gelehrtengesellschaft Leopoldina gewählt, mit deren Gregor-Mendel-Medaille er 1967 ausgezeichnet wurde. 1968 erhielt er die ebenfalls nach Mendel benannte Mendel Medal der Genetics Society.
Delbrücks Verdienst war auch sein Appell zur Interdisziplinarität und zur offenen Zusammenarbeit der wissenschaftlichen Gemeinde. Den Appell unterstützte er durch sein eigenes Beispiel; er machte Schule und brachte ihm Anerkennung.

### Ehrungen
- Seit 1992 ist das Max-Delbrück-Centrum für Molekulare Medizin (MDC), eine molekularbiologische Großforschungseinrichtung der Helmholtz-Gemeinschaft Deutscher Forschungszentren in Berlin-Buch, nach ihm benannt.
- Seit 1992 verleiht das MDC die Max-Delbrück-Medaille für herausragende Leistungen auf dem Gebiet der medizinischen Forschung.
- 2000 wurde ein Asteroid nach ihm benannt: (15264) Delbrück
- Der Max Delbruck Prize ist seit 2006 nach ihm benannt.
- Mehrere Straßen wurden nach ihm benannt u. a. mehrfach in Berlin sowie in Bremen, Gelsenkirchen, Heringsdorf und Leverkusen.[4]

## Werke
- Quantitatives zur Theorie der homöopolaren Bindung (= Annalen der Physik. Folge 5, Band 5. 1930, Nr. 1, S. 36–58). J. A. Barth, Leipzig 1930, DNB 570074754, OCLC 793769533 (Dissertation doctoral Georg-August-Universität in Göttingen 1930, 22 Seiten)
- Über die Natur der Genmutation und der Genstruktur mit Nikolai Wladimirowitsch Timofejew-Ressowski und Karl Günter Zimmer. Weidmann, Berlin 1935, OCLC 73076219.
- Wahrheit und Wirklichkeit: Über die Evolution des Erkennens. Rasch und Röhring, Hamburg 1986, ISBN 3-89136-058-4.
- Die Pipette ist meine Klarinette. Originaltonaufnahmen 1954–1979, hrsg. v. Klaus Sander. Audio-CD, 65 min. supposé, Köln 2007, ISBN 978-3-932513-75-6.
- Ein Physiker betrachtet erneut die Biologie – zwanzig Jahre später, In: Wissenschaft und Fortschritt, 20, Heft 4, 172–174 (1970); deutsche Übersetzung von Max Delbrück: A Physicist’s Renewed Look at Biology: Twenty Years Later, in: Science, 12 June, 168, 1312–1315 (1970).
- Geleitwort zur deutschen Ausgabe. In: John Cairns, Gunther S. Stent, James D. Watson (Hrsg.), Erhard Geißler (Hrsg. der deutschen Ausgabe): Phagen und die Entwicklung der Molekularbiologie. Akademie-Verlag, Berlin (Ost) 1972, S. 7–10.

## Belege
1. 1 2  Geburtsregister StA Charlottenburg I Nr. 636/1906
2. 1 2 3  Martin Winkelheide: Nur das Algenpilz-Rätsel blieb ungelöst. In: Kalenderblatt (Rundfunksendung auf Deutschlandfunk). 9. März 2011, abgerufen am 9. März 2011.
3. ↑  William Hayes: Max Ludwig Henning Delbrück. In: National Academy of Sciences (Hrsg.): Biographical Memoir. Washington D.C. 1993, S. 72.
4. ↑  Max-Delbrück-Str.

| Personendaten    | Personendaten                                       |
| ---------------- | --------------------------------------------------- |
| NAME             | Delbrück, Max                                       |
| ALTERNATIVNAMEN  | Delbrück, Max Henning Ludwig (vollständiger Name)   |
| KURZBESCHREIBUNG | deutsch-US-amerikanischer Genetiker und Biophysiker |
| GEBURTSDATUM     | 4. September 1906                                   |
| GEBURTSORT       | Charlottenburg                                      |
| STERBEDATUM      | 9. März 1981                                        |
| STERBEORT        | Pasadena, Kalifornien                               |